# Pearson (Wisconsin)
Pearson es una comunidad no incorporada localizada en el pueblo de Ainsworth, localizado en el Condado de Langlade en el estado de Wisconsin, Estados Unidos.
Pearson está a 5 millas (8.0 Kilómetros) al oeste de Pickerel, y 17 millas (27 Kilómetros) al noroeste de Antigo, que es la sede del Condado de Langlade. La comunidad se sitúa a las orillas del arroyo Pickerel Creek cerca de su confluencia con el río Wolf. La Ruta de Condado T pasa a través de Pearson; y la carretera estatal más cercana a la comunidad es la carretera estatal de Wisconsin 55. 
La comunidad de Pearson tenía una oficina de correos que cerró el 4 de mayo de 1996. El código ZIP 54462 todavía es utilizado en la comunidad. El Northeast Illinois Council (Consejo Noroeste de Illinois) de los Boy Scouts of America tiene un campamento de verano, el Ma-Ka-Ja-Wan Scout Reservation, en Pearson.